# Kirchenkampf

Par Kirchenkampf [ˈkɪʁçn̩kampf], pris au sens strict, l’on désigne le conflit qui opposa en Allemagne, entre 1933 et le début de la Deuxième Guerre mondiale en 1939, d’une part les chrétiens protestants allemands appartenant à la Bekennende Kirche (l’« Église confessante », ci-après abrégé en BK), et d’autre part les Deutsche Christen (litt. Chrétiens allemands, ci-après abrégé en DC), mouvement raciste et antisémite orchestré par les nazis, qui visait à créer un « nouveau christianisme » rejetant l'Ancien Testament et les épîtres de l'apôtre Paul. Dans un sens plus large, le terme sert à désigner, de façon plus générale, la période dans l’histoire des églises d’Allemagne correspondant à l’époque nazie ; dans cette dernière acception, le terme de Kirchenkampf englobe :
– la lutte menée par le pouvoir national-socialiste contre l’Église protestante, et dans une certaine mesure aussi contre l’Église catholique, et contre leurs structures d’organisation traditionnelles, aux fins de réalisation de la Gleichschaltung (litt. uniformisation, harmonisation, mais en pratique mise au pas) ;
– la lutte menée par les nazis, au-dedans et en dehors des églises, contre le christianisme confessionnel, afin de rendre celui-ci compatible, par « déjudaïsation » (Entjudung), avec l’idéologie nazie, ou, à défaut, de lui substituer une religiosité en accord avec le génie propre allemand (arteigen) ;
– la résistance de l'Église confessante et de la frange conservatrice des églises à ces tentatives.
Le point de vue du national-socialisme sur le christianisme est ainsi résumé par Martin Bormann en 1942 dans un mémorandum confidentiel à des Gauleiter que le pouvoir de l'Église « doit être finalement et absolument détruit », car le nazisme est totalement incompatible avec le christianisme.

## Extension du terme
Le terme Kirchenkampf apparut dès 1933 et servit à désigner le conflit qui opposa les Deutsche Christen (DC) et les cercles qui en 1934 s’étaient regroupés dans l’Église confessante (en allem. Bekennende Kirche, abrégé en BK). Dans les travaux d’historiographie religieuse de l’après-guerre, on tend à rassembler sous ce terme toute l’histoire de l’église protestante en Allemagne de 1933 à 1945.
Aujourd’hui, cette acception est controversée, car elle suscite la fausse impression que les églises protestantes auraient, dans leur totalité, « combattu » le régime nazi. Certes, il y avait, tant du côté protestant que du côté catholique, des dignitaires ecclésiastiques et des groupes de croyants qui individuellement s’enhardirent à critiquer ouvertement le régime hitlérien, voire à pratiquer une résistance politique clandestine. Cependant, il n’y eut point, de la part des églises, d’opposition soudée contre le national-socialisme et sa politique.
Au cœur du Kirchenkampf ― celui mené au sein même de l’église protestante ― se trouvait un désaccord sur la manière de comprendre et d’interpréter les évangiles. Cette discussion théologique a pu prendre l’allure d’une opposition politique indirecte contre l’État, dans la mesure où elle conduisait à rejeter toute immixtion du régime dans le contenu de la foi et le mode d’organisation de l’Église, ce qui en soi déjà contredisait les ambitions totalitaires inhérentes à l’idéologie nazie. Mais cette opposition politique n’était pas pour autant proprement intentionnelle, ni ne découlait de ladite discussion, abstraction faite de quelques exceptions. Nombre de chrétiens confessants étaient en même temps antisémites, votaient pour le NSDAP, voire en étaient membres actifs, et leur contestation de l’action du pouvoir se limitait expressément à celles qui concernaient les affaires intérieures de l’Église.
Néanmoins, le terme de Kirchenkampf a réussi à s’imposer au sein du protestantisme, car l’enjeu de ce combat était la manière dont l’Église se concevait elle-même. En effet, le groupe, assez restreint, des Confessants parmi les chrétiens protestants se réclamait des fondements mêmes de la foi, tels qu’on les trouve dans la Bible et dans la profession de foi, et pouvait donc se dire habilité à représenter la chrétienté protestante tout entière. À cette revendication il fut fait droit par l’Église protestante d’Allemagne après 1945, la Bekennende Kirche ayant en effet été reconnue Église véritable (« wahre Kirche ») et les documents produits par elle ― au premier rang desquels la Déclaration théologique, dite Déclaration de Barmen ― ayant été intégrés dans les professions de foi de plusieurs sections régionales de l’Église protestante.
L’élément déclencheur et l’objet du Kirchenkampf fut la tentative entreprise par la régime nazi de faire adopter par les églises, avec l’aide des Deutsche Christen, des conceptions racistes et de décider de leur mode d’organisation. Si le pouvoir y voyait un conflit politique, les Chrétiens confessants y voyaient un conflit d’ordre théologique. Ainsi, le Kirchenkampf ne se laisse-t-il appréhender comme conflit entre État et église qu’avec cette restriction qu’il portait initialement sur la manière dont l’Église protestante entendait se définir elle-même, discussion produisant secondairement des effets politiques. Du reste, le Kirchenkampf, pris ainsi au sens de réforme, ne fut pas clos avec la fin du régime nazi, mais s’est poursuivi jusqu’à nos jours.
Les tentatives d’étendre le terme de façon à englober les conflits entre les églises et les États socialistes sont restées sans effet.

## Contexte historique

### Attitude des églises protestantes vis-à-vis de l’Empire allemand et de la République de Weimar
Le protestantisme libéral du XIXe siècle, lequel s’était, en Allemagne plus particulièrement, associé à l’idéalisme philosophique ou au romantisme, partait, par induction, de l’expérience religieuse pour la porter à la conscience des individus et l’affermir par la prédication de l’église (Friedrich Schleiermacher). Elle affirme l’autonomie des domaines de vie, en tant que source indépendante de connaissance révélée, et dit sa foi dans le constant progrès moral et culturel de l’Homme : les finalités historiques furent ainsi élevées au rang de points de référence obligés du discours et de l’action religieux. Plus particulièrement, l'engagement social du piétisme (diaconesses, orphelinats, hôpitaux, écoles etc.) a provoqué des changements durables dans la société et la politique et a légué à l’État de nombreuses institutions sociales.
L’orthodoxie luthérienne, en revanche, demeurait étroitement liée à la noblesse et à la monarchie et représentait depuis 1789 un bastion conservateur contre le rationalisme et le libéralisme, de même que l'Église protestante de l'Union prussienne, union luthéro-réformée créée et contrôlée par le gouvernement prussien. Des théologiens influents, tels que Richard Rothe (1799–1867), acclamèrent avec enthousiasme la réunification allemande de 1871 et virent en Otto von Bismarck celui qui allait parachever la Réforme. Toutefois, si la plupart des églises régionales se virent imposer une constitution synodale qui prévoyait de renforcer le droit de codécision des communes, elles gardèrent leurs liens confessionnels propres et leurs structures de fonctionnement. En tant que souverain, l’Empereur était, comme dans d’autres monarchies, également premier évêque du Reich, habilité à édicter ou à abolir les lois ecclésiastiques.
Les fêtes commémoratives de Luther qui eurent lieu en 1883 et 1917 suscitèrent un renouveau luthérien : les progrès de la civilisation étaient considérés avec scepticisme et vus sous l’angle de la peccabilité de principe de toute entreprise humaine. L’on s’efforçait de cultiver une certaine image de Luther, en mettant en évidence tels de ses traits confessionnels et nationaux propres à le démarquer de Rome et de Paris, c’est-à-dire de la tradition catholique et de la philosophie des Droits de l'homme.
La Première Guerre mondiale mit durablement à mal la croyance au progrès humain. D’autre part, la révolution allemande mit fin à l’alliance du trône et de l’autel, entre pouvoir politique et églises d'État, le plus souvent luthériennes ou protestantes unies (c'est-à-dire en union luthéro-réformée comme c'est le cas en Prusse), voire plus rarement réformées. Néanmoins, dès janvier 1919, Friedrich Ebert donna aux églises protestantes des assurances que la nouvelle constitution en gestation ne remettrait pas en cause leurs privilèges, en particulier la perception par l’État de l’impôt d’église. Ce nonobstant, le protestantisme fit à nouveau figure, durant la République de Weimar, de haut-lieu d’un nationalisme anti-démocratique. Après que des sociaux-démocrates eurent fait leur entrée dans le gouvernement, c’est la nation qui tint lieu désormais, pour beaucoup de chrétiens protestantes, d’autorité publique. Ils considéraient la fin de la guerre en 1918 comme une défaite, et la démocratie et le socialisme comme des ennemis du christianisme.
Après la promulgation de la constitution de Weimar, le président du Conseil supérieur des églises protestantes, Reinhard Möller (de) (1855–1927), adressa ses « sincères remerciements à notre souverain protecteur », c’est-à-dire à l’Empereur destitué ; par ailleurs, de hauts responsables ecclésiastiques comme Detlev von Arnim-Kröchlendorff (1878–1947) jubilaient : « notre Église est restée hors du champ des bouleversements politiques ». La continuité des églises régionales (Landeskirche), compétentes, à titre d'église du peuple (Volkskirche), à remplir tous les besoins religieux des Allemands baptisés, avait été préservée.
Seules quelques personnalités en marge considéraient la question sociale dès avant 1914 comme un problème devant aussi intéresser le christianisme. À cette époque, être à la fois chrétien et membre du SPD était pour ainsi dire impensable. Le cas du piétiste souabe Christoph Blumhardt était à cet égard une rare exception. Cependant, après 1918, le socialisme chrétien gagna en audience également en Allemagne, jusqu’à atteindre à un certain moment quelque 10 000 partisans. La Ligue des socialistes religieux d’Allemagne (Bund religiöser Sozialisten Deutschlands), fondée en 1926, animée par Georg Fritze et Georg Wünsch, fut parmi les premiers et parmi les plus fermes à mettre en garde contre le national-socialisme émergent.
La théologie dialectique (mouvement, au sein du protestantisme allemand, qui pose l’impossibilité d’une approche rationnelle ou naturelle de Dieu, inaccessible dans une perspective humaine) modifia à partir de 1919 le paysage spirituel et religieux, en posant énergiquement la question de la responsabilité de l’Église devant la parole de Dieu et, partant, devant le monde. Le théologien suisse Karl Barth remit radicalement en question les théologies dites de trait-d’union (Bindestrich-Theologien), qui prétendent pouvoir relier entre eux des desseins temporels et éternels, ainsi que l’idée, passant pour aller de soi, que le « protestantisme de civilisation » (Kulturprotestantismus) aurait été la « grande institutrice » de la société.
Cependant, dans la pratique, ces avertissements restèrent sans effet sur la politique conduite par les églises protestantes. C’étaient alors plutôt les diplomates des églises qui donnaient le ton, tels qu’Otto Dibelius (1880–1967), surintendant général de la Marche-Électorale, qui écrivit dans son ouvrage Das Jahrhundert der Kirche (1926) :
« L’église protestante se trouve au commencement d’une ère nouvelle. D’immenses possibilités s’élèvent devant nous ! D’immenses tâches ! »
Les églises ne furent guère touchées par la crise financière mondiale grâce à la sécurité de leurs avoirs financiers garantie par l’État ; la crise fut même perçue comme une occasion d’augmenter leur pouvoir d’influence. Le Kirchliches Jahrbuch (Annuaire de l'église) de 1930 annonça triomphalement que l’église avait, dans un contexte d’inflation généralisée, « accru sa valeur ».
À l’encontre de cette autosatisfaction, Karl Barth écrivit en 1930 une cinglante réplique, l’essai Quousque tandem ?, où il déclare :
« … où de telles paroles sont prononcées, là est Catilina, là gît la conjuration véritable et dangereuse contre l’essence même de l’Église protestante. […] L’essence de l’Église est la promesse faite à elle, et la foi dans cette promesse. Quand donc cette promesse ne serait-elle pas devenue, sous l’effet d’un réel défi du dehors, plus grande, plus claire, plus lumineuse ? […] Lorsqu’elle dit 'Jésus Christ', et le dirait-elle encore un millier de fois, l’on entendra, et l’on devra entendre, sa propre suffisance et sa propre assurance, et elle ne devra s’étonner si, en dépit de tout son 'Jésus Christ' jeté au vent, ses paroles passent à côté des besoins réels des gens réels, de la même façon que, passant à côté de la parole de Dieu, elle a fait des exhortations, consolations et enseignements de la Bible et des réformateurs, de l’eau à ses propres petits moulins. »
En 1930, les églises protestantes régionales se dotèrent d’une structure commune assez lâche, le Deutscher Evangelischer Kirchenbund (DEK). En outre, elles conclurent le 11 mai 1931 un accord avec l’État libre de Prusse, accord que de nombreux dirigeants des églises ressentirent comme une victoire sur la spoliation de droits par la constitution de Weimar. Cet accord leur assurait l’enseignement de la religion et des moyens financiers publics. En même temps les droits des synodes, en tant que parlements au sein de l’Église, furent renforcés, ce qui favorisa l’émergence de camps antagonistes à l’intérieur des églises.

### Attitude duNSDAPvis-à-vis des églises
Le national-socialisme montant avait placé au centre de son programme politique la lutte pour l’hégémonie de la "race des seigneurs" aryenne, la conquête d’un espace vital dans l’est de l’Europe sous l’aspect d’une croisade antibolchévique, et l’extermination des Juifs. Ces objectifs ne pouvaient être atteints que si l’on pouvait s’appuyer sur une population dressée dans l’esprit national-socialiste, prête à se détourner de la morale juive compassionnelle propre au christianisme. L’idéologie nazie devait donc s’affirmer comme une conception du monde qui fût globale et ne laissât aucune place à des interprétations ou systèmes de sens religieux ou politiques concurrents. Un parti unique devait être le moyen politique d’imposer cette idéologie en en faisant une doctrine d’État.
Après l'échec du putsch de la Brasserie, conscient du besoin de rassembler la population et les forces politiques, A. Hitler temporise avec l'antichristianisme fervent de son parti. Ainsi il répond à Ludendorff qui lui reprochait son manque de virulence antichrétienne : « Je suis entièrement d'accord avec Son excellence, mais son Excellence peut se permettre d'annoncer à ses adversaires qu'il va les frapper à mort. Mais j'ai besoin, pour la construction d'un grand parti politique, des catholiques bavarois autant que des protestants de Prusse. Le reste peut venir ensuite ». Il évite ainsi de s'attaquer directement au christianisme, et dans Mein Kampf, et dans le Programme en 25 points, dont l'article 24 prône de façon ambiguë la liberté religieuse. Cette stratégie permettra effectivement de rallier une grande partie des chrétiens allemands.
Ce n'est qu'avec la publication du livre d'Alfred Rosenberg, Le Mythe du vingtième siècle et sa définition du christianisme positif, que les églises commencèrent à s'inquiéter. Si beaucoup de fidèles se retrouvaient dans le nationalisme et l'anticommunisme nazis, de nombreuses voix s'élevèrent contre le national-socialisme. Ainsi, à la tête des catholiques allemands, le cardinal Adolf Bertram, annonça dans son message de la nouvelle année 1931 que le nationalisme extrême, le racisme et la glorification de la race étaient le fait d'agitateurs et de faux prophètes, contraires à l'enseignement de Dieu. Ainsi, lors de la conférence épiscopale de Fulda en 1932, il fut interdit aux catholiques d'adhérer au NSDAP et aux nazis d'assister aux cérémonies religieuses.
Le Zentrum, parti catholique cherchant à joueur un rôle modéré et médiateur, s'alarma de la droitisation et la montée du nationalisme dans l'électorat catholique. Il s'allia dans les années 1920 avec le Parti social-démocrate d'Allemagne afin d'essayer d'empêcher l'effondrement de la République de Weimar et de la démocratie. Cependant ce parti était de moins en moins bien perçu par l'épiscopat allemand. Celui-ci, sous l'influence d'Eugenio Pacelli, décourageait les tendances socialistes dans l'Église. Certains prêtres encourageaient leurs fidèles à rejoindre le NSDAP et sa croisade nationaliste contre le bolchévisme pour le christianiser de l'intérieur.
Face aux églises, le NSDAP mit donc en œuvre une stratégie double, de séduction et de confrontation directe. Jusque 1930, il les laissa en dehors de son champ d’action. Son programme portait de tenter d’abord d’attirer les chrétiens en propageant un « christianisme positif » sans attache confessionnelle ; un ajout, passant la plupart du temps inaperçu, y apportait cependant cette restriction : «  … pour autant qu’ils ne heurtent pas […] les mœurs et le sens moral de la race germanique. » La religion ne devait être possible que dans les limites du sentiment national ; aussi une foi allemande n’était-elle en mesure de trouver Dieu que dans l’Histoire allemande. La révolution nationale était donnée pour l’accomplissement de toutes les aspirations religieuses.
S’y ajoutait un antisémitisme militant, pour lequel du reste le terrain avait été déblayé depuis longtemps du côté chrétien. Adolf Stoecker (1835–1909) déjà le fit figurer en 1880 au programme politique de son parti, le Parti chrétien-social (Christlich-soziale Partei), programme avec lequel de nombreux chrétiens luthériens conservateurs pouvaient s’identifier. Ainsi trouvaient-ils dans l’idéologie nazie quantité de choses familières. Hitler lui-même avait écrit dans Mein Kampf, en 1923 : « En me défendant contre les Juifs, j’accomplis l’œuvre du Seigneur. »
Après la signature de l’accord sur les églises de 1930, le NSDAP commença à mener une campagne offensive visant à ce que les chrétiens protestants se joignent à sa lutte contre le « système de Weimar », dont les ingrédients seraient « le marxisme, les Juifs et le centrisme » : des troupes de SA assistaient en groupe aux offices protestantes et montaient des factions dissuasives (« Mahnwachen ») devant les églises, pour intimider les pasteurs aux idées pacifistes ou social-religieuses. L’on réussit ainsi, par exemple, à empêcher, en provoquant un mouvement d’indignation, le pasteur berlinois Günther Dehn (1882–1970) d’assumer ses fonctions d’enseignant à Halle. Dehn en effet avait, lors d’une conférence prononcée en 1928 devant une assemblée de fidèles, et intitulée Der Christ und der Krieg (le Chrétien et la guerre), justifié, bible à l’appui, le refus de service militaire comme étant un choix chrétien.
En 1932 fut en outre fondé la Glaubensbewegung Deutsche Christen (Mouvement de foi des Chrétiens allemands, en abrégé la DC), par lequel les nationaux-socialistes chrétiens protestants baptisés se constituaient en association. Après avoir donné à l’idéologie nazie droit de cité dans leur église, ils voulurent, après qu’en 1930 les Deutschnationalen ou le Christlich-soziale Volksdienst eut remporté l’élection au sein de l’église en Prusse, en faire l’idéologie unique. Ils voulaient pratiquer un christianisme spécifiquement allemand (arteigen), rénové par une religiosité néopaganiste enracinée dans le peuple allemand. Ils entendaient que le principe du Führer fût ancré dans l’église et s’efforçaient d’unifier les églises régionales, jusque-là réparties selon les différentes confessions, en une seule « Église du Reich » (Reichskirche). La DC était dirigée par Joachim Gustav Wilhelm Hossenfelder (1899–1976), pasteur originaire de Breslau, et appuyée par des théologiens de renom, tel que Emanuel Hirsch (1888–1972), qui dès 1920 avait préparé l’idéologie DC par le biais de son ouvrage Deutschlands Schicksal (la Destinée de l’Allemagne). Paul de Lagarde (1827–1891) et Artur Dinter ont joué également un rôle de précurseur, en condamnant, comme le faisait la DC, saint Paul de Tarse comme corrupteur du christianisme, en présentant le Christ comme un « prophète antijuif », et en préconisant une religion allemande nationale.
L’Église confessante avait ainsi, en tant que mouvement rénovateur au sein de l’Église créé après 1933, à lutter sur plusieurs fronts à la fois : contre la politisation, la Gleichschaltung et l’instrumentalisation de l’Église imposées par les nazis, et contre les tendances à l’accommodement venant de l’intérieur, contre les parcours confessionnels singuliers, et aussi et surtout contre la propre peur, lâcheté et inconséquence, qui contrariaient une résistance efficace.

## L’année 1933

### Réactions de l’église protestante à l’arrivée au pouvoir de Hitler
La nomination d’Adolf Hitler comme chancelier du Reich le 30 janvier 1933 fut acclamé par la majorité des chrétiens comme le salut de la patrie.
Par l’Ordonnance du 28 février 1933 pour la protection du peuple et de l’État (« Verordnung zum Schutz von Volk und Staat vom 28. Februar 1933 », dite aussi Reichstagsbrandverordnung), Hitler supprima le 28 février 1933 – un jour seulement après l’incendie du Reichstag – toutes les libertés individuelles inscrites dans la Constitution de Weimar ; par la suite, cette même loi autorisait également la surveillance et l’emprisonnement de personnalités ecclésiastiques. Cependant, c’est à peine si les églises y perçurent un quelconque danger ; au contraire, lors de la journée de Potsdam (le 21 mars, où eut lieu une mise en scène grandiose de la prise de pouvoir par Hitler), Otto Dibelius célébra, dans l’église de la Garnison (Garnisonkirche) à Potsdam, la victoire électorale de Hitler du 5 mars par un culte d’action de grâces pour le « rétablissement de l’ordre ». Le même jour fut promulguée la Loi contre les attaques sournoises à l’encontre de l’État et du Parti et protégeant les uniformes du Parti (« Gesetz gegen heimtückische Angriffe auf Staat und Partei und zum Schutz der Parteiuniformen », mieux connue sous l’appellation Heimtückegesetz), laquelle loi menaçait d’emprisonnement quiconque critiquait le gouvernement de Hitler à l’attention de l’étranger. Le 23 mars, un jour avant la promulgation de la loi des pleins pouvoirs, Hitler rassura les églises par une déclaration gouvernementale, dans laquelle il promit : « Le gouvernement national voit dans les deux confessions chrétiennes les facteurs les plus importants pour la préservation de notre caractère national (Volkstum). » Il y affirme qu’il « (…) leur accordera l’influence qui leur revient et les consolidera (…) » et qu’il voit « (…) dans le christianisme les fondements inébranlables des mœurs et de la morale de notre peuple ».
Le 30 mars, de nombreux œcuménistes de haut rang des églises protestantes et des églises libres donnèrent suite à la « recommandation » du NSDAP les incitant à écrire des lettres à leurs interlocuteurs étrangers, dans lesquelles ils prieraient ceux-ci de s’inscrire en faux contre la « campagne de dénigrement » (Hetze) de l’ordre nouveau en Allemagne. Tout se passe, était-il ainsi affirmé, dans une « tranquille discipline » et « va dans le sens de la paix ». Dibelius déclara dans une émission de radio aux États-Unis e.a. que les détenus dans les prisons étaient « traités correctement ». Deux jours après fut instauré, en partie par la violence, le boycott des commerces juifs, ce que Dibelius s’efforça de légitimer comme « rétablissement de l’ordre » de l’État et « légitime défense ». De même, il qualifiait les réactions déclenchées au sein du Mouvement œcuménique par la persécution des Juifs de campagne de dénigrement de l’étranger (Auslandshetze), qu’il mit sur le compte d’influences juives internationales.
Les 3 et 4 avril se tint à Berlin un congrès (Reichstagung) des DC : y participèrent, à côté de représentants du NSDAP comme Hermann Göring, des théologiens universitaires tels que Karl Fezer ; ce dernier voulait mettre à profit la faveur de l’heure pour accomplir une « mission nationale intérieure » (innere Volksmission). Les orateurs plus radicaux cependant voulaient transposer le principe du Führer et l'impératif de conformité au génie national (Artgemäßheit) directement sur l’Église tout entière, réclamaient l’exclusion des Juifs baptisés, et menaçaient de faire intervenir, y compris au sein de l’Église, des commissaires de l’État (Staatskommissare) ― ce qui se produisit pour la première fois le 22 avril dans l’église régionale du Mecklembourg.

### Le paragraphe aryen: élément déclencheur duKirchenkampf
Le 7 avril fut adoptée la première loi sur les « non aryens » en vue du redressement de la fonction publique (« Wiederherstellung des Berufsbeamtentums »). Le paragraphe relatif aux aryens contenu dans cette loi menaçait de licenciement les fonctionnaires, professeurs d’université et même les pasteurs d’origine juive. Dietrich Bonhoeffer fut un des premiers à réagir, par le biais de son article Die Kirche vor der Judenfrage (l’Église face à la question juive ; article achevé le 15 avril, publié en juin). Il y posait sans équivoque que ce qui était mis en jeu, par l’exclusion des Juifs, était l’existence même de l’Église en tant que communauté de foi. Mais l’Église doit, écrivait-il, protéger contre les abus de l’État non seulement les Juifs baptisés, mais aussi tous les Juifs, quels qu’ils soient : « L’église a des devoirs inconditionnels vis-à-vis des victimes de l’ordre social quel qu’il soit, même lorsque ces victimes n’appartiennent pas à la communauté chrétienne. » Elle a le devoir de demander à l’État les raisons qui l’autorisent à déposséder de ses droits une minorité ; si, à cette requête, celui-ci répond en continuant à user de violence, elle a le devoir « non seulement de panser les victimes sous la roue, mais encore de se précipiter dans les rayons de la roue elle-même ».
Pour Bonhoeffer, la relation avec les Juifs était donc le point central du Kirchenkampf. Il en venait déjà à revendiquer le droit à la résistance, alors que la plupart des chrétiens prenaient le parti d’ignorer la violence dont usait l’État contre les Juifs, voire montraient pour elle de la compréhension. À cela, il rétorque de manière incisive : « Le devoir de la prédication chrétienne est de dire : ici, où Juif et Allemand se tiennent ensemble sous la parole de Dieu, c’est l’Église, et c’est aussi là que se vérifie si l’Église est encore Église ou non. »
De même, en mai, onze prêtres westphaliens, parmi lesquels Hans Ehrenberg et le futur martyr Ludwig Steil, rejetèrent l’exclusion des Juifs, la déclarant une hérésie. Le mouvement Jeune-Réformateur (Jungreformatorische Bewegung) également déclara dans ses Principes de la Refondation de l’Église (« Grundsätze zur neuen Gestaltung der Kirche »), au point 7 : « Nous faisons profession de notre foi en l’Esprit saint et pour cette raison rejetons par principe que des non-aryens soient exclus de l’Église ; car une telle exclusion repose sur une confusion entre État et Église. Le rôle de l’État est d’orienter, celui de l’Église, de sauver. » Les lois étaient ainsi condamnées qui faisaient obligation à l’Église d’exclure les personnes d’origine juive. Ce point de vue était sous-tendu par la vision luthérienne traditionnelle des deux Royaumes, selon laquelle l’État pouvait définir par ses propres lois le contenu qu’il entend donner au Droit et son application, tandis que l’Église devait se borner à œuvrer pour le salut des âmes. En conséquence, il n’y eut pas d’opposition de la part de l’Église contre les futures lois raciales de Nuremberg.
La conclusion suivante, à laquelle parvint en août 1933 le rapport de la faculté de théologie évangélique de l’université de Marbourg, ne souffrait aucune restriction : « C’est pourquoi le paragraphe sur les aryens est une hérésie de l’Église, propre à détruire son essence même. » Selon le rapport, prétendre élever une loi politique au rang de loi religieuse, constitue une hérésie, que tout chrétien se doit de rejeter absolument. Les auteurs du rapport insistaient que cette loi soit en tout état de cause rejetée comme inique et appelaient à s’opposer à l’État sur ce point particulier. Ce nonobstant, il n’y eut guère, de la part des chrétiens confessants, de prise de position mettant en cause la légitimité des mesures prises par l’État contre les Juifs.

### Lutte pour la direction des Églises
À la tête des Églises, l’on ne se préoccupait guère du sort des Juifs, mais plutôt du mode d’organisation des Églises elles-mêmes : les chefs ecclésiastiques, dans l’espoir de reprendre l’initiative et de refouler les DC, se saisirent à leur tour de l’appel à réformer les Églises. Le projet de constitution de Wilhelm Zoellner (1860–1937) du 13 avril ― un parmi de nombreux autres ― prévoyait une « Église évangélique de la Nation allemande », au sein de laquelle une Église luthérienne et une Église réformée officielles (Reichskirche) coexisteraient.
Avant même que cette constitution eût pu être rédigée, Hitler nomma le 25 avril l’aumônier militaire Ludwig Müller (1883–1945), national-socialiste convaincu, « homme de confiance et plénipotentiaire pour les questions relatives à l’église évangélique ». Aussitôt, les DC désignèrent Müller comme leur tuteur et exigèrent des élections afin de faire de lui l’évêque du Reich (Reichsbischof). Au cours des concertations avec Müller qui suivirent, Hermann Kapler (1867–1941), August Marahrens (de) (1875–1950) et Hermann Klugkist Hesse (de) (1884–1949) en étaient déjà venus à considérer comme négociables la notion d’Église nationale (Reichskirche) et le principe du Führer ; seule la conformité au génie national allemand (Artgemäßheit) fut écartée par eux du débat. Le paragraphe sur les aryens ne touchant que peu de membres ecclésiastiques ― quelque 110 prêtres, ainsi qu’un nombre inconnu d’étudiants en théologie d’ascendance juive ―, la disposition à céder, sur ce point également, à la pression du parti et des DC allait croissant.
En même temps se constituait, à partir de plusieurs groupes déjà existants et ayant concernant l’Église des aspirations rénovatrices différentes – e.a. le mouvement de Berneuchen (Berneuchener Bewegung), la confrérie de Sydow (Sydower Bruderschaft), la Neuwerkbewegung – un Mouvement Jeune-Réformé (« Jungreformatorische Bewegung »), lequel, s’il réclamait lui aussi une Église unifiée, demeurait attaché aux professions de foi réformées et favorisait la candidature de Friedrich von Bodelschwingh comme leur évêque. Les directions des Églises régionales avaient déjà entamé leur transformation en une Église évangélique allemande (« Deutsche Evangelische Kirche », en abrégé DEK) et, le 27 mai, élurent Bodelschwingh évêque national (Reichsbischof), avant même que cette fonction ne fût inscrite dans la constitution de cette Église.
Sur ce, le ministre prussien du culte, invoquant une violation du contrat d’État, entreprit de transformer l’appareil de direction de l’Église. Le 24 juin, sous la pression du pouvoir, Bodelschwingh dut se démettre. Le 14 juillet, il fut imposé à la DEK, par une loi, une nouvelle constitution, et de nouvelles élections synodales furent annoncées pour le 23 juillet. Après que Hitler eut pris parti, la veille de l’élection, par la radio, en faveur des DC, ceux-ci remportèrent avec le slogan « ein Volk, ein Reich, eine Kirche » (« un peuple, un État, une Église ») une victoire écrasante sur le groupe « Evangelium und Kirche » (Évangile et Église), fondé par les Jeunes Réformateurs. En vue de créer une Église assujettie à l’État, les DC s’employèrent à occuper les instances dirigeantes des églises et à remodeler les églises régionales selon le principe du Führer et suivant les diocèses historiques. Le 27 septembre, leurs directions élurent Müller évêque national. Les représentants battus à l’élection votèrent eux aussi pour Müller. L’opposition obtint cependant que la référence aux professions de foi de la Réforme soit inscrite dans la nouvelle constitution de l’Église.
Les forces radicales au sein des DC, fortes de leur succès électoral, réclamèrent toutefois, par analogie avec la révolution nationale, le « parachèvement de la Réforme », impliquant que fût éliminé du culte et de la foi tout élément non-allemand, que l’évangile fût « déjudaïsé » et que fût instauré un christianisme « en accord avec le génie propre (de l’Allemagne) » (artgemäß), où serait vénéré un « Christ héroïque » (heldischer Jesus). Ce programme fut exposé le 13 novembre au Palais des Sports de Berlin, puis adopté avec une seule voix contre. Le discours du représentant DC Reinhard Krause déclencha cependant un scandale et poussa de nombreux DC modérés à se détourner de ce parti, et certains même à démissionner de leurs fonctions. Par la suite, le groupe des DC se désagrégea en plusieurs groupuscules.
Le 20 décembre, l’évêque national Müller entreprit d’incorporer dans les Jeunesses hitlériennes les fédérations de jeunesse évangéliques, qui s’étaient auparavant réunies dans le Evangelisches Jugendwerk Deutschlands, et cela sans concertation avec leurs dirigeants et à l’encontre de leur volonté expresse. Si Müller croyait avoir fait ainsi à Hitler son « plus beau cadeau de Noël », il avait en revanche largement perdu la confiance de la jeunesse évangélique, laquelle commença à s’organiser elle-même de diverses manières. Même Hitler laissa choir Müller à partir de 1934.

### Attitude des catholiques face au régime national-socialiste
Côté catholique, compte tenu du Concordat conclu en juillet 1933, le terme de Kirchenkampf n’est pas utilisé pour la période 1933–1945, ce terme étant réservé pour désigner le Kulturkampf pendant l’ère bismarckienne. La population catholique préférait garder depuis lors une attitude distante vis-à-vis des innovations politiques. Les évêques catholiques d’Allemagne avaient du reste formulé des mises en garde répétées contre l’idéologie nazie. C’est ce qui explique pourquoi le Parti du Centre obtint lors des élections parlementaires de mars 1933 une nouvelle fois 13,9 pour cent des voix. En Rhénanie et en Bavière, régions à prédominance catholique, le NSDAP n’obtint guère plus de 20 pour cent des voix émises, contre plus de 60 pour cent par endroits dans les contrées protestantes.
Dès avant la prise de pouvoir par les Nazis, l’épiscopat allemand avait pris ses distances d’avec le national-socialisme, en interdisant aux catholiques de s’engager dans le NSDAP et en interdisant aux groupements nazis de se joindre aux processions religieuses. L’ensemble des diocèses sera amené en 1932 à déclarer « incompatible avec la foi chrétienne » l’appartenance au NSDAP.
À la suite de la déclaration gouvernementale de Hitler, laquelle promettait une politique modérée en matière d’églises, les évêques révoquèrent leur déclaration d’incompatibilité. Lorsque la DEK se fut constituée, beaucoup de catholiques allemands souhaitèrent ne plus rester à l’écart de la révolution nationale. Beaucoup d’entre eux espéraient la reconstitution d’une Allemagne chrétienne-nationale, attitude dans laquelle l’anticommunisme traditionnel joua un rôle. Ceci contribue à expliquer pourquoi une opposition chrétienne conjointe contre l’idéologie nazie ne vit pas le jour.
Le 20 juillet 1933, la Curie, de façon inopinée, signa le Concordat du Reich, ce que Hitler fit ensuite valoir comme un succès diplomatique : son régime acquit ainsi une caution morale et de la crédibilité au niveau international. De l’autre côté, les évêques catholiques purent grâce à ce Concordat garder une certaine influence sur la société, dont ils usèrent aussi contre les injustices et exactions commises par le pouvoir. Néanmoins, les catholiques n’échappèrent pas à la politique de Gleichschaltung des nationaux-socialistes. Le Parti du Centre fut interdit à l’automne 1933, au même titre que tous les autres partis démocratiques, les syndicats chrétiens furent dissous, les écoles et ordres catholiques ne purent préserver qu’à grand peine leur autonomie. La SA agressait, dans des combats de rue, les membres d’associations catholiques, telles que la Kolpingjugend. Bien que ces conflits missent à mal les relations avec le régime nazi, ils furent, eu égard au Concordat, pour la plupart résolus dans la discrétion et ne donnèrent lieu qu’à des protestations privées. Ce ne sera qu’en 1937 que l’encyclique Mit brennender Sorge protestera contre les exactions et établira l’incompatibilité entre racisme et christianisme.
Ce nonobstant, certains théologiens catholiques comme Karl Eschweiler (1886–1936) ou Hans Barion saluèrent l’idéologie nazie et adhérèrent au NSDAP. Les deux se virent temporairement privés par la Curie de l’autorisation d’enseigner en raison de leur approbation, en 1934, de la loi sur la stérilisation forcée des malades héréditaires ; mais la loi en tant que telle ne fut point critiquée. Certes, quelques individualités comme l’évêque Clemens August von Galen ou le cardinal Michael von Faulhaber s’exprimaient dans leurs sermons ouvertement contre de telles mesures de l’État ; von Galen obtint même la suspension pendant un temps du programme d’euthanasie national-socialiste, l’Action T4.
En 1939, c’est, avec Pie XII, un des principaux initiateurs du Concordat qui accéda au pontificat suprême. Selon les sources disponibles à l’heure actuelle, il plaçait tout son espoir dans la diplomatie, en vue de minimiser les dégâts et de sauver des gens par des actions clandestines. Cette attitude eut pour effet de restreindre la marge de manœuvre des catholiques en Allemagne. Les protestations non publiques demeuraient ainsi l’affaire du Vatikan, et il n’y eut donc point d’opposition déclarée contre l’Holocauste. Mais, en ce cas également, des individualités mirent leur vie en jeu pour des Juifs et devinrent des martyrs, parmi lesquels les prêtres Alfred Delp, Maximilien Kolbe, Rupert Mayer et Bernhard Lichtenberg. Le clergé polonais en particulier eut de nombreuses victimes dans ses rangs après 1939.
Dans l’ensemble, l’attitude des catholiques en Allemagne était plus unitaire et peu embarrassée par des conflits internes : s’ils ne se plièrent pas au national-socialisme idéologiquement, ils ne le combattirent pas davantage. En tant qu’église universelle, sa direction tenta au premier chef de protéger ses propres structures et membres. Il s’ensuit que le terme de Kirchenkampf n’est pas appliqué à l’Église catholique dans le Troisième Reich.

## Apparition de laBekennende Kirche

### LePfarrernotbund
Le 21 septembre 1933, une Ligue de secours pour pasteurs (Pfarrernotbund) s’était formée à Wittenberg sous la direction de Martin Niemöller ; parmi les dirigeants de la DEK, seuls y figuraient le président westphalien Jakob Emil Karl Koch (1876–1951) et Otto Dibelius. La Ligue obligeait ses membres, par son règlement interne, à s’opposer à l’application, au sein de l’Église réformée, du paragraphe sur les Aryens, celui-ci impliquant en effet une « violation de l’état de confession » (en latin : status confessionis), et s’efforçait d’aider financièrement les pasteurs d’origine juive menacés d’exclusion de l’Église.
Ce faisant, les auteurs (Bonhoeffer und Niemöller) plaçaient la question juive au même rang d’importance théologique que les thèmes qui passaient aux yeux des réformateurs du XVIe siècle pour l’essence inaliénable de la foi évangélique. L’appel à se déclarer publiquement opposé à la majorité opprimante, ecclésiastique et sociale, renfermait en lui un engagement implicite de défendre ce crédo jusqu’à la mort, s’il y a lieu. « Seulement avec les Juifs » était, aux yeux de ces confessants, équivalents au quadruple « sola scriptura », « sola fide », « sola gratia », « solus Christus » de Martin Luther, lequel avait lui aussi, comme individu, mis en jeu sa propre vie.
C’est le point de départ de l’opposition à l’infiltration, au sein de l’Église évangélique allemande, des idées nationales-socialistes dans la doctrine chrétienne. Désormais, partout dans le Reich, se constituaient éparses des « communes confessantes ». Début 1934, la Ligue de secours se réunit avec ses représentants, afin de se porter à la défense de « l’Évangile ».

### Communauté confessante et déclaration théologique de Barmen
Müller tenta d’étouffer la discussion qui s’amplifiait au sein de la DEK au moyen d’un « décret Muselière » et par de nombreuses mesures disciplinaires. Cependant les plaintes à son endroit ne cessaient de se multiplier, à tel point qu’une réunion eut finalement lieu le 25 janvier 1934 entre Hitler et les dirigeants de l’Église. Ceux-ci l’assurèrent de leur loyauté ; la chute de Müller toutefois ne vint pas. Celui-ci s’attacha alors à réorganiser les autres églises régionales.
En réaction, les forces d’opposition internes de l’Église se groupèrent au niveau national. En mars, ils se liguèrent en une Communauté confessante de la DEK (« Bekenntnisgemeinschaft der DEK ») et mirent à sa tête un Conseil confrérial national (« Reichsbruderrat ») chargé de la diriger. Lors d’une réunion à Ulm le 22 avril, elle exprima, contre la DEK « occupée » par les DC, la revendication d’être l’« Église évangélique légitime d’Allemagne ». Du 29 au 31 mai se déroula ensuite à Barmen le premier synode confessant, auquel les Luthériens, les Réformés et les Unifiés dépêchèrent des représentants de leurs communes. Ils y fondèrent l’Église confessante (« Bekennende Kirche »). Dans leur déclaration fondatrice, rédigée par Karl Barth, il est affirmé :
« Jésus Christ, tel qu’il est attesté dans les Saintes Écritures, est l’unique parole de Dieu à laquelle nous ayons à obéir, à laquelle nous devions faire confiance dans la vie et dans la mort.
Nous rejetons la fausse doctrine selon laquelle l’Église peut et doit reconnaître, pour source de sa prédication, en dehors et en sus de cette unique parole de Dieu, des événements et des puissances, figures et vérités autres que la révélation divine.
Nous rejetons la fausse doctrine selon laquelle l’Église a le droit de laisser son propre bon vouloir ou le jeu changeant des convictions philosophiques et politiques du jour déterminer le contenu de son message et la forme de son organisation.
Nous rejetons la fausse doctrine selon laquelle l’Église est habilitée et autorisée à se donner ou à se laisser donner, en dehors des nécessités de son service, des dirigeants particuliers, doté de compétences décisionnelles.
Nous rejetons la fausse doctrine selon laquelle l’État doit et peut, en sus de sa mission spécifique, se poser en ordonnateur unique et total de la vie humaine et, par là, prendre aussi en charge la destinée de l’Église.
Nous rejetons la fausse doctrine selon laquelle l’Église doit et peut, au-delà de sa mission spécifique, s’approprier la manière d’être, les attributions et les prérogatives d’un État et devenir de ce fait elle-même un organisme de l’État.
Nous rejetons la fausse doctrine selon laquelle l’Église peut, par sa seule autorité humaine, mettre la parole et l’œuvre du Seigneur au service de quelconques souhaits, buts et desseins qu’elle aurait définis elle-même. »
Ce positionnement – l’allégeance au Christ seul – était à la base de toutes les négations ; celles-ci traçaient, par le biais des « rejets », les contours d’une hérésie, qu’il y avait lieu d’exclure du champ de l’Église. Ces négations permettaient de se démarquer :
- de la théologie des Deutsche Christen (DC), mais aussi de la théologie libérale, qui posaient comme divinités, en plus du Christ, d’autres incarnations (« andere Gestalten »), telles que le génie national (« Volkstum »), l’État, le sang, la race, le chef (« Führer ») ;
- de la politisation de l’Église, telle que la concevait l’idéologie nazie ;
- du principe du Führer, que l’Église se voyait imposer de l’intérieur  – à travers l’obéissance par provision – ou de l’extérieur – par la Gleichschaltung ;
- de l’État total, prédéfinissant une certaine conception du monde ;
- de l’Église d’État en tant qu’organisme et prolongement de l’État ;
- de la subordination de la parole chrétienne à quelque intérêt social ou revendication sociale que ce soit.

Pour la première fois, la théologie dialectique de la Parole de Dieu, que Barth avait développée depuis 1918, se fit opérante sur le plan de la politique religieuse, et par là même indirectement, sur le plan politique.
L’interprétation des thèses de Barmen et leur traduction en situation donna lieu ensuite à des dissensions au sein même de la BK. La plus grande lacune de la déclaration était le défaut d’engagement à une inébranlable solidarité panchrétienne avec les Juifs persécutés. L’effet s’en révéla funeste : très peu de chrétiens en effet exercèrent une résistance directe aux mesures prises par le pouvoir contre les Juifs, résistance qui pourtant allait être, au plus tard après les pogroms de novembre 1938, impérative. Ces résistants ne furent guère soutenus, pas même par l’Église confessante elle-même. Seules quelques individualités entendaient la résistance au régime nazi comme découlant, de façon nécessaire et incontournable, de la foi chrétienne.

## De la réunion de Barmen en 1934, à l’arrestation de Niemöller en 1937

### Scission au sein de l’Église protestante
La déclaration de Barmen eut pour effet tout d’abord d’intensifier la résistance contre la politique d’embrigadement de Müller, surtout dans les communes protestantes du Wurtemberg et de Bavière. De nombreux procès firent apparaître le caractère illégal de l’action de Müller. Lorsque, le 23 septembre, il se fit installer en qualité d’évêque national (« Reichsbischof ») à la cathédrale de Berlin, il avait manqué son objectif d’une Église protestante pilotée par le pouvoir politique.
Le 20 octobre, lors du deuxième synode des confessants à Berlin-Dahlem, le Droit ecclésiastique d’exception (« Kirchliches Notrecht ») de Dahlem, déjà appliqué en Prusse, fut proclamé applicable dans toute l’Église évangélique d’Allemagne, cependant que fut constitué un Conseil confrérial national (« Reichsbruderrat »), pour faire contrepoids aux dirigeants DC. Cela revenait quasiment à une administration à part, et donc à une scission. L’avoué de Müller, August Jäger, démissionna le 26 octobre. Les demandes de démission à l’adresse de Müller se multipliaient, à la suite de quoi le pouvoir résolut de lever l’ensemble de la législation sur les églises de 1934. Hitler reçut une nouvelle fois quelques évêques (Theophil Wurm, Hans Meiser, Marahrens) et indiqua que l’idée d’une Église nationale (Reichskirche) avait cessé de l’intéresser.
L’Église évangélique allemande s’était ainsi désagrégé en plusieurs groupes, qui se côtoyaient dans une situation juridiquement incertaine :
- les diocèses déjà restructurés, dirigés par des Deutsche Christen (DC), et qui se voyaient comme faisant partie de l’Église unifiée ;
- les Églises régionales restées intactes (Hanovre e.a.), qui continuaient à appartenir à l’Église unifiée, mais rejetaient Müller pour leur chef ;
- les Églises régionales démantelées, dont les communes confessantes refusaient d’adhérer à l’Église unifiée ;
- la BK, qui se considérait comme la « vraie » Église évangélique et dans laquelle des communes luthériennes et réformées luttaient conjointement contre la Gleichschaltung. Avec les dirigeants des Églises régionales intactes (Bavière et Wurtemberg e.a.) elle forma, à partir du 20 novembre, une Direction provisoire des Églises protestantes (abréviat. allem. VKL), laquelle revendiquait la direction de l'Église évangélique allemande tout entière.

Au sein de la VKL surgirent rapidement des divergences dans les attitudes vis-à-vis des instances ecclésiastiques officielles. Alors que les dirigeants des églises régionales restées intactes souhaitaient préserver la continuité des accords, toujours en vigueur, avec l’État prussien, et s’efforçaient d’obtenir une reconnaissance officielle, les Dahlémites radicaux (parmi lesquels Dietrich Bonhoeffer) voulaient rompre avec la mise sous tutelle par l’État, voyant dans une telle rupture la conséquence logique de la déclaration de Barmen. Les dissensions amenèrent Barth, Niemöller, Karl Immer et Hermann Albert Hesse à se retirer du Conseil confrérial, ce qui eut pour effet d’affaiblir la BK et de lui faire perdre, en dépit de la montée en puissance de ses communes, son orientation.

### Scission de la BK
En 1935 fut lancée, à l’instigation du pouvoir, une nouvelle campagne de propagande au sein de l’Église évangélique d’Allemagne : le Mouvement allemand de la Foi (« Deutsche Glaubensbewegung ») se mit à répandre des idées néo-païennes similaires à celles des DC. Dans le même temps, Müller interdit que des questions de politique religieuse fussent mises en débat public. Les pasteurs de la BK ayant passé outre cette interdiction dans leur prêches dominicaux furent temporairement détenus. Les sections financières prussiennes prirent le contrôle sur l’administration de l’Église protestante, tandis qu’un service de décision (« Beschlussstelle ») surveillait les recours juridiques des partisans de la BK.
Cela conduisit le synode de l’Église de l’Union de la Vieille Prusse ― Kirche der Altpreußischen Union, la plus importante des églises régionales évangéliques autonomes à avoir rejoint la BK ― à adresser en mars un avis, affirmant : « Nous voyons notre peuple menacé d’un mortel péril. Le péril consiste en une religion nouvelle. […] En elle, les conceptions racialo-ethniques sont élevées au rang de mythe. En elle, le sang et la race, le génie national, l’honneur et la liberté ont valeur d’idoles. »
Le racisme, comme idéologie globale, était repoussé, mais l’on continuait à faire silence sur les conséquences concrètes de celui-ci pour les Juifs.
Du 4 au 6 juin se réunit le troisième synode de la BK à Augsbourg : la rupture avec les autorités ecclésiastiques fut évitée et il fut décidé de suivre la ligne conservatrice des Églises régionales luthériennes. Mais d’autre part, le synode chargea le Conseil confrérial national de mettre en œuvre ses décisions, de sorte que Niemöller, Hesse et Immer réintégrèrent la VKL.
Le 16 juillet, Hitler nomma Hanns Kerrl ministre des Affaires religieuses. Une loi du 24 septembre, destinée à « garantir » l’unité de l’Église évangélique d’Allemagne, servit à légitimer de nombreuses ordonnances prises dans les années suivantes. Un Comité national des Églises (« Reichskirchenausschuss », en abrégé RKA), nouvellement créé, sous la houlette de Wilhelm Zoellner, prit la direction de l’Église évangélique d’Allemagne, en lieu et place de Müller, et dès lors bénéficia dans l’année qui suivit d’un soutien croissant de la part des églises régionales intactes ainsi que de quelques Conseils confrériaux.
En conséquence, la BK se scinda lors du quatrième synode de l’Église évangélique d’Allemagne tenu à Bad Oeynhausen du 17 au 22 février 1936. La première VKL démissionna unanimement ; une nouvelle VKL fut investie le 12 mars par le Conseil confrérial national. Cela aboutit à la formation de différents camps : le 18 mars, les églises luthériennes régionales restées intactes de Bavière et du Wurtemberg, et les conseils confrériaux luthériens de la BK se groupèrent en un Conseil de l’Église évangélique-luthérienne d’Allemagne (« Rat der Evangelisch-Lutherischen Kirche Deutschlands », dit aussi « Lutherrat »).
La résistance contre les tentatives de mainmise du pouvoir n’était plus désormais portée que par la nouvelle VKL et la BK prussienne. Le 4 juin, celle-ci adressa à Hitler un mémorandum, qui, en des termes d’une limpidité et d’une simplicité jamais plus atteintes avant 1945, dénonçait l’action de l’État totalitaire, tout en fondant cette critique sur une base théologique :
« Si le sang, la race, le génie national et l’honneur acquièrent ici le statut de valeurs éternelles, le chrétien évangélique sera contraint, de par le premier commandement, à rejeter cette échelle de valeurs. […] Si, dans le cadre des conceptions nationales-socialistes, un antisémitisme est imposé de force aux chrétiens, leur faisant obligation de haïr les Juifs, il se doit de lui opposer l’impératif chrétien de la charité. »
Le devoir religieux met des limites à l’obéissance chrétienne au pouvoir politique : quand celui-ci tente d’empêcher la transmission de l’évangile, il menace de détruire l’œuvre de l’Église, voire l’Église elle-même. La conséquence, à savoir la résistance directe, nécessaire en ce cas, des chrétiens contre le pouvoir, était évidente, mais demeura inexprimée comme telle.
Le mémorandum devait rester secret, mais, par des voies inconnues, fut révélé et publié à l’étranger. Il fut ensuite recommandé à toutes les communes confessantes comme paroles à prononcer du haut de la chaire pour le 23 août, il est vrai avec omission des phrases particulièrement critiques citées ci-haut. Ce nonobstant, l’aile conservatrice de la BK répudia aussitôt cette « haute trahison ». Le 20 novembre 1936, elle déclara : « Nous appuyons, aux côtés du RKA, le Führer dans sa lutte pour la survie du peuple allemand contre le bolchévisme. »
Cet anticommunisme était le lien idéologique décisif entre d’une part les chrétiens imprégnés de la vision luthérienne-nationaliste, quel que soit leur camp, et d’autre part le régime nazi ; ce lien idéologique concourait avec la traditionnelle loyauté luthérienne à l’égard de l’autorité pour empêcher une résistance plus affirmée de l’Église dans son ensemble. Seule une minorité, y compris dans la BK elle-même, rejetait la collaboration avec le régime.
Mais la DC se scinda à son tour en une aile modérée, prête à coopérer avec le RKA, et le groupe radical Nationalkirchliche Einigung, dont le centre se situait en Thuringe. La déconfessionnalisation, hostile aux Églises, pour laquelle œuvrait ce dernier groupe avait pour but de supprimer la référence à la profession de foi chrétienne comme fondement doctrinaire des Églises évangéliques et d’effacer leur influence dans la vie publique. À cela s’attachaient également, en vain, tant le RKA que le ministre des affaires religieuses Kerrl, ce qui eut pour effet de renforcer, au sein de la BK, le soupçon que pour le pouvoir il ne s’agissait pas, en réalité, de la préservation, mais du délabrement organisationnel (selon les termes d’Alfred Rosenberg) des Églises, et de leur future éviction. La VKL, invoquant la première thèse de la déclaration de Barmen, continua donc de décliner toute collaboration avec le RKA.

### Relation du mouvement œcuménique avec la BK
Les relations que l’Église évangélique d’Allemagne entretenait avec le mouvement œcuménique venaient interagir avec le conflit de politique intérieure allemande autour de l’organisation et des droits des églises ; en effet, le mouvement œcuménique avait dès 1934 reconnu la BK comme une des représentantes de l’Église évangélique d’Allemagne et établi des contacts avec elle, en investissant le président Koch comme membre du Conseil œcuménique des Églises. Mais le mouvement œcuménique considérait d'autre part qu’il n’était pas en son pouvoir de prendre une résolution en faveur de la BK, contre l’Église « officielle ». Cela permit au Bureau international sous la direction de Theodor Heckel de garder son influence sur l’évolution du mouvement œcuménique. La BK ne parvint pas, en dépit de ses contacts personnels, à développer sa propre action internationale. En dépit des protestations de Bonhoeffer et d’autres, des représentants du RKA furent également invités à l’assemblée œcuménique de Chamby. Les représentants de la BK renoncèrent, quoique invités, à assister aux conférences consécutives, à Oxford puis Édimbourg en 1937, craignant d’être destitués de leur fonction et appréhendant leur arrestation. Zoellner démissionna le 12 février 1937, lorsque lui aussi fut empêché de voyager à l’étranger. Cela signa l’échec de l’offre de médiation officielle du RKA.

### Durcissement des mesures du pouvoir et contre-mesures de la BK
Le successeur de Zoellner, Hermann Muhs, membre du NSDAP, vint réintégrer « ad hoc » l’Église, afin de piloter celle-ci par voie d’ordonnances. Un arrêté de Hitler du 15 février instituant de nouvelles élections pour le synode général de la DEK ne fut pas mis à exécution. Une conférence des dirigeants des Églises régionales ne réussit pas à se mettre d’accord sur une nouvelle direction commune de la DEK. Muhs entreprit alors de dissoudre les administrations ecclésiastiques encore existantes, tandis que la BK et le Conseil luthérien (Lutherrat) construisaient chacune leur propre administration.
Dans le même temps, Heinrich Himmler interdit que des pasteurs fussent encore formés par la BK ; cependant ces formations furent poursuivies dans l’illégalité. Dès 1935 fut fondée à cet effet à Elberfeld la clandestine École ecclésiastique supérieure (« Kirchliche Hochschule »). La VKL publiait, sur les sujets d’actualité, des prises de position imprimées clandestinement, notamment sur la persécution des opposants au système politique et des Juifs, sur l’idéologie raciale et le danger de guerre.
Cela conduisit, le 1er juillet 1937, à l’arrestation de Martin Niemöller, le dirigeant officieux de la BK. Son procès eut lieu en mars 1938 ; bien qu’aucune activité contre la sécurité de l’État ne put être retenue contre lui, il fut emmené comme « prisonnier personnel » de Hitler au camp de concentration de Sachsenhausen, où il survécut jusqu’à la fin de la guerre. À cette issue heureuse avaient contribué les nombreuses protestations venues de l’étranger, en particulier celles exprimées au Royaume-Uni par l’évêque anglican George Bell, qui présidait à l’époque le Conseil œcuménique Life and Work et était lié d’amitié avec Bonhoeffer, qui le tenait en permanence au courant de l’évolution de la situation dans le Reich allemand. Ces relations internationales entre la BK et le mouvement œcuménique permit, dans quelques cas individuels, de sauver des vies.

## De juillet 1937 jusqu’à l’éclatement de la guerre
En octobre, ce fut le tour à un autre militant BK de la première heure à se faire arrêter : Paul Schneider, qui se fera connaître dans le camp de concentration comme prédicateur de Buchenwald. Il avait rejeté radicalement, dès le départ, les conceptions nazies et s’était solidarisé avec les Juifs persécutés. Même depuis sa cellule d’isolement, il s’appliquait à contredire, par des apostrophes et des encouragements lancés aux détenus, et sous l’invocation de l’Évangile, la terreur nazie. Il fut assassiné le 18 juillet 1939 au camp de Buchenwald. Dietrich Bonhoeffer le qualifia de premier martyre chrétien de la lutte contre le national-socialisme.
En juillet 1937, la VKL, la conférence des dirigeants des Églises et le Conseil luthérien tentèrent une nouvelle fois de parvenir à un consensus sur la direction de la BK. Le seul résultat en fut la publication, le 31 octobre 1937, d’un nouveau mémorandum contre les pamphlets Dunkelmänner (« Hommes de ténèbres ») et Rompilger (« Pèlerins de Rome »), très hostiles aux églises, qu'avait rédigés Rosenberg. Le 10 décembre, Kerrl dépêcha vers les Églises régionales détruites et vers la DEK dans son ensemble un nouveau dirigeant, Werner, membre du consistoire suprême.
Après l’Anschluss, de nouvelles tensions se firent jour au sein de l’Église évangélique allemande. Cela incita le ministère des Affaires religieuses de Kerrl à exiger le 20 avril 1938 de tous les prêtres un serment de fidélité au Führer. Cette prestation de serment fut soutenue par la plupart des Églises régionales, y compris la BK prussienne. Il est apparu par la suite que l’ordre en ce sens n’émanait pas de Hitler lui-même. À partir de juillet, Kerrl tenta en outre de faire appliquer la réforme administrative engagée par Müller et Zoellner.
Lorsque la VKL, à l’occasion de la crise tchèque, édita le 30 septembre une liturgie de prière (« Gebetsliturgie ») qui recelait une intercession en faveur des Tchèques, Kerrl incita les évêques des Églises régionales intactes à rompre avec la BK « pour raisons religieuses et patriotiques ». Ce qui avait motivé cette injonction était surtout la lettre de Karl Barth adressée à Josef Hromádka (1889–1965), qui se trouvait à la tête de la faculté théologique de l’université Charles de Prague, lettre dans laquelle Barth appelait tous les Tchèques à la résistance armée contre l’entrée des troupes nationales-socialistes, en la justifiant explicitement comme une résistance nécessaire aussi pour l’Église, en ce qu’elle découle du premier commandement.
Cependant, même la VKL désavoua cette lettre, la taxant de « politique ». La BK perdit ainsi tout lien avec les Églises régionales et s’engagea dans sa crise la plus grave. En même temps, Kerrl déclina les nouvelles propositions de conciliation de la Conférence des dirigeants des Églises et forma au contraire, en avril 1939, un front unitaire (« Einheitsfront ») composé de DC de Thuringue et de représentants modérés des Églises régionales. Leur objectif demeurait la création d’une Église nationale. Finirent pas s’y rallier aussi les évêques de Hanovre, de Brunswick et de Hesse électorale-Waldeck. Seuls les Conseils confrériaux de la BK et les Églises de Bavière et du Wurtemberg repoussèrent ces avances, à la suite de quoi ils furent presque exclus du Conseil luthérien.
Entre-temps, Werner s’employait à mettre l’activité des autorités ecclésiastiques au diapason du projet fondamental d’une Reichskirche, et c’est donc en fonction de cet objectif qu’il distribuait les postes, infligeait des sanctions disciplinaires, décidait de la répartition de l’impôt cultuel et des buts de collecte. Il fut protesté contre cet état de fait lors du huitième synode de la BK de Prusse tenu à Steglitz les 21 et 22 mai. Kerrl tenta une conciliation, en réduisant la portée de ces mesures. Le 29 août, il forma, à l’intention de la l’Église évangélique d’Allemagne, un Conseil spirituel de confiance (« Geistlicher Vertrauensrat »), qui devait garder la direction théologique et dont les représentants devaient être désignés par les Églises elles-mêmes, cependant que l’administration financière serait entièrement assumée par des représentants de l’État et des DC. Mais le processus de décomposition de l’Église évangélique d’Allemagne était désormais inexorable.
Après la Nuit de Cristal le 9 novembre 1938, ni la direction de l’Église évangélique d’Allemagne, ni la VKL n’eurent le moindre mot de protestation. Seuls quelques pasteurs tels que Helmut Gollwitzer, le successeur de Niemöller à Berlin-Dahlem, et Julius von Jan dans le Wurtemberg, prirent position dans leur sermons contre cette action. Ils furent mis en accusation pour agitation hostile au peuple (« volksfeindliche Hetze »). Ce ne furent pas alors les Juifs, mais seulement leurs défenseurs malmenés par le pouvoir, que la BK prit alors en protection dans son intercession. L’évêque Theophil Wurm écrivit au ministre de la Justice qu’il ne contestait nullement au pouvoir le droit de combattre les Juifs comme un « élément dangereux » ; toutefois, le fait que « des actes tels que l’incendie volontaire et des mauvais traitements physiques, çà et là aussi des vols, aient pu être commis sous les yeux des autorités » était de nature à affliger profondément la population. Il garda le silence sur la Nuit de Cristal de même que sur l’incarcération de 30 000 Juifs dans des camps de concentration à partir du 10 novembre 1938.
À partir de décembre 1938, le bureau Grüber commença, pour le compte de la BK, à aider les non-aryens ― c'est-à-dire chrétiens juifs ― évangéliques persécutés, pour leurs affaires juridiques et scolaires et dans leurs démarches d’émigration. À cet effet fut mis en place un réseau de 22 bureaux d’aide dans 20 grandes villes. Ces bureaux d’aide travaillaient en étroite collaboration avec les bureaux similaires de l’Église catholique, des quakers et de l’Association nationale (Reichsvereinigung) des Juifs allemands.
Afin d’éradiquer « l’influence juive » de la théologie et de la Bible fut fondé en mai 1939 à Eisenach un Institut de recherche et d’élimination de l’influence juive sur la vie religieuse allemande (« Institut zur Erforschung und Beseitigung des jüdischen Einflusses auf das deutsche kirchliche Leben »). Les Églises régionales dominées par les DC avaient commencé dès cette année-là à mettre à exécution le paragraphe sur les aryens et à écarter du service religieux les titulaires de poste « non aryens ».
Contre cela furent amenés à protester 27 pasteurs de la BK de l'Église protestante de la province ecclésiastique de Saxe et 131 du Mecklembourg, soulignant que la loi portant exclusion des Juifs chrétiens équivalait à une annulation des vœux d’ordination et à mettre en cause l’unité de l’Église. De son côté, le Conseil œcuménique des Églises protesta également et souligna, en se référant à Jean 4,22, que le salut vient des Juifs, attendu que le Christ est le messie d’Israel. Le bureau extérieur de l’Église évangélique d’Allemagne désavoua cette déclaration et en exigea le retrait immédiat. Il apparut clair dès lors que les représentants des luthériens modérés dans les Églises régionales restées intactes et les DC se situaient sur la même ligne raciste.

## Années de guerre
Dès le début de la guerre, le Vertrauensrat, dont faisait partie Marahrens, n’émettait plus quère que des appels patriotiques. Un décret d’amnistie visant les procès en cours devant des juridictions ecclésiastiques et les procédures contre des fonctionnaires de l’Église était destinée à rasséréner les membres de l’Église évangélique d’Allemagne durant la guerre. Entre-temps, la propagande anti-chrétienne du NSDAP, patente déjà dès le congrès national du parti à Nuremberg, fut poursuivie.
Depuis 1937, et surtout entre 1939 et 1945, les VKL, les Conseils confrériaux ainsi que de nombreux prêtres, y compris une partie parmi eux qui n’appartenait pas à la BK, devinrent plus fréquemment la cible de mesures de la part des Églises régionales et de la Gestapo. La BK s’appliquait à faire connaître dans ses communes, à travers ses demandes de prières d’intercession, les abus de pouvoir de l’État les plus graves.
Depuis le début de la guerre, la partie de l’Église évangélique qui n’appartenait pas aux DC avait été affaiblie par l’appel sélectif sous les drapeaux de chrétiens critiques. En nombre d’endroits, cette situation amena les femmes, en particulier les épouses de pasteur, à assumer pour la première fois dans l’histoire de l’Église évangélique, des tâches de prédication et de direction.
En 1940 débuta l’Action T4, c'est-à-dire l’euthanasie de « vie indigne de vivre », décidée comme découlant des nécessités de la guerre. Elle fut perpétrée dans des instituts convertis en instituts de mise à mort, parmi lesquels aussi des infrastructures du diaconat réquisitionnées. Protestèrent à cette occasion, côté évangélique, les évêques Theophil Wurm, Friedrich Bodelschwingh et le pasteur Paul Braune à Lobetal, et côté catholique, l’évêque Clemens August Graf von Galen, qui obtinrent dans cette affaire un succès partiel.
Les échanges épistolaires à l’intérieur de l’Église furent, en raison d’une prétendue pénurie de papier due à la guerre, presque entièrement interrompus. Les cérémonies du baptême, du mariage, de la confirmation, des funérailles devaient obligatoirement être remplacées par les célébrations du parti ; cette consigne ne pouvant être mise à exécution que sous réserve, les manifestations obligatoires des Jeunesses hitlériennes et des Jeunesses allemandes (Deutsches Jungvolk) étaient délibérément programmées les dimanches avant-midi, pour retenir les enfants et les jeunes de se rendre à l’église. Pendant les offices religieux, les Jeunesses hitlériennes faisaient leurs exercices directement à côté des églises.
C’est en l’année 1941 que furent prises à l’encontre de la BK les mesures de persécution jusque-là les plus dures : l’Église nationale, à laquelle appartenaient désormais les chefs de sept églises régionales intactes, destitua le 17 décembre 1941 tous les Juifs baptisés de leurs fonctions et finit donc par faire appliquer dans les églises le paragraphe sur les Aryens. La VKL, l’évêque régional du Wurtemberg Wurm et le consistoire prussien protestèrent contre cette destitution, celle-ci étant, selon eux, « incompatible avec la profession de foi de l’Église ». Le commandement du baptême du Christ ne reconnaît pas de limites de race ; si la loi était appliquée, il faudrait exclure de l’Église tous les apôtres et le Christ lui-même. À cause de la guerre, et vu la scission intervenue entre-temps, la vague de protestation n’était pas comparable, tant s’en faut, aux protestations de 1933.
Le 6 juillet parut une circulaire confidentielle de Martin Bormann, ordonnant l’élimination complète de tout moyen d’influence de l’Église. Les représentants de la VKL furent tous temporairement détenus. Dix-huit pasteurs de la BK trouvèrent la mort dans des camps de concentration ou furent assassinés lors d’interrogatoires ou d’autre façon. De même, les directeurs du bureau d’entraide Grüber pour Juifs et Juifs chrétiens, Heinrich Grüber (en) (1891–1975) et son successeur Werner Sylten (de) (1893–1942), un Juif chrétien, furent tour à tour, en 1940 et en 1941, enfermés dans des camps de concentration. Sylten fut tué le 26 février 1942 dans le centre d’extermination de Hartheim, près de Linz, vraisemblablement gazé en même temps que d’autres Juifs.
Dans le pays de la Warthe occupé (région de Poznán), Alfred Rosenberg entreprit de convertir, sur ordre du Pouvoir, et en guise d’essai, la structure de l’Église protestante en une structure assujettie au droit d’association. Quelque 2 000 prêtres catholiques polonais furent incarcérés, dont 1 300 environ périrent dans des camps de concentration allemands ou y furent assassinés.
Après le décès de Kerrl le 14 décembre 1941, Muhs acquit un pouvoir accru sur la gestion financière de l’Église évangélique d’Allemagne. Il fit geler le salaire de beaucoup de pasteurs, de telle façon qu’en fussent touchés surtout les titulaires de la BK, de sorte que ceux-ci ne pouvaient plus que fort péniblement, moyennant des dons volontaires, poursuivre leur travail. Au cours de cette phase apparurent, dans les communes de la BK, des formes nouvelles de prédication autonome, comportant des soutiens aux sermons illégaux, des feuillets pour l’instruction des catéchumènes, des activités de jeunesse, etc. Une partie des pasteurs BK travaillant illégalement obtint après mutation un nouveau poste légal dans l’Église évangélique d’Allemagne.
À partir de 1942, les Juifs vivant parmi les chrétiens dans le cadre de mariages mixtes furent à leur tour persécutés ; les bureaux d’aide intensifièrent leur activité consultative. En 1944, il apparut qu’un de leurs collaborateurs dirigeants, le Dr. Erwin Goldmann, était un mouchard de la SS, en conséquence de quoi les bureaux furent fermés.
Après 1943, le travail ecclésial tout entier ne pouvait plus être maintenu en ordre de marche qu’avec des laïcs, lesquels déployaient dorénavant une activité considérable. Les vicaires devinrent des pasteurs de plein exercice. À l’automne 1944, un rapprochement organisationnel eut lieu entre ce qui restait de la BK et la conférence des Dirigeants des Églises, qui jeta le germe d’une refondation de l’Église évangélique après la guerre.
Depuis la conférence de Wannsee de janvier 1942, la rumeur de l’existence de camps d’extermination à l’est se répandait progressivement dans le Reich. L’évêque Wurm garde publiquement le silence à ce sujet et s’abstint de dénier toute légitimité à la persécution des Juifs organisée par le Pouvoir. Mais il dénonce, dans de nombreuses lettres et requêtes aux autorités nazies, l’injustice commise :
« Le fait de tuer sans nécessité militaire et sans sentence préalable est contraire au commandement de Dieu, même si l’ordre en émane des autorités légales. »
En juillet 1943, il écrivit à Hitler personnellement, le priant de s’opposer à la « persécution et l’extermination de non aryens » :
« Ces desseins, de même que les autres mesures de destruction prises à l’encontre d’autres non aryens, sont en contradiction absolue avec le commandement de Dieu. »
Il est à craindre sinon, estime Wurm, que les « aryens privilégiés » ne finissent aussi par être traités de semblable façon. Wurm croyait manifestement, avec naïveté, comme beaucoup à cette époque, que le Führer était totalement ignorant des camps d’extermination.
Le synode de l’Église confessante de la Vieille Prusse fut seul à souligner publiquement, lors de sa conférence annuelle à Breslau le 17 octobre 1943, que le commandement de Dieu « Tu ne tueras point » doit s’appliquer également en temps de guerre. Cela vaut aussi pour « la manière indirecte de tuer, consistant à priver son prochain de l’espace nécessaire pour vivre », p.ex. « par la déprivation de nourriture et de vêtements ». La justice divine ne connaît pas de notions telles que « exterminer », « liquider » et « vie sans valeur » :
« Détruire des Hommes, pour la seule raison qu’ils appartiennent à la famille d’un criminel, sont âgés ou souffrent de maladie mentale, ou font partie d’une autre race, ce n’est pas faire bon usage du glaive que Dieu a mis à la disposition des autorités. »
Pour la journée de Pénitence et de Prière, ce synode écrivit à ses communes :
« Malheur à nous et à notre peuple, si celui-ci tient pour légitime de tuer des gens au motif qu’ils seraient à considérer comme indignes de vivre ou qu’ils appartiennent à une autre race, lorsque se répandent la haine et la cruauté. »
Ces deux paroles furent jusqu’à la fin de la guerre les seules prises de position publiques de la BK relatives à l’holocauste. Elle non plus ne nommait les Juifs directement et ne mettait en question en tant que telle la notion de race, mais était cependant sans équivoque à condamner l’extermination sur base raciale.
Dietrich Bonhoeffer joua un rôle particulier dans le Kirchenkampf : s’il professait, lors des formations clandestines de pasteurs de la BK, au séminaire de Finkenwalde, une stricte imitation du Christ, il prit néanmoins part dans le même temps dès 1937 aux préparatifs conspirateurs visant à assassiner Hitler. Sa motivation était – à la différence de celle de la plupart des résistants regroupés dans le Kreisauer Kreis autour de Hans Oster et Hans von Dohnanyi – de stopper l’holocauste des Juifs. À cette fin, il était aussi en faveur de l’emploi de la violence contre les autorités de l’État. Après son incarcération, la direction de la BK ne l’inclut point dans les prières en faveur des membres incarcérés de la BK, et prit strictement ses distances d’avec lui après que fut connue sa participation à l’attentat du 20 juillet 1944.

## «Désobéissance biblique»
Outre ceux qui agissaient dans le Kirchenkampf de façon plus ou moins ouverte, il y avait d'autre part en de nombreux endroits une désobéissance d’inspiration biblique. En particulier, dans les milieux piétistes et dans le cadre du YMCA, des cours bibliques et des activités de jeunesse se tenaient dans la clandestinité dans toute une série de communes jusqu’au printemps 1945. Mais dès avant la guerre, l’on assista à un certain nombre de désobéissances isolées. Un exemple de désobéissant était Theodor Roller. En tant que chrétien, il refusa systématiquement de prêter le serment hitlérien et qualifiait celui-ci de menteur. Cela lui valut d’être interné pendant six ans dans l’établissement psychiatrique de Weissenau.

## Conséquences

### En Allemagne
À travers l’aveu de culpabilité de Stuttgart d’octobre 1945, les églises régionales évangéliques s’efforcèrent de trouver la base d’une refondation commune. Les autorités d’occupation laissèrent aux Églises elles-mêmes le soin de la dénazification interne, de sorte que l’on assista, dans l’immédiat après-guerre, à une ample vague de réhabilitation des chrétiens naguère nazis ou simples suiveurs. La parole de Darmstadt de 1947 fut promptement oubliée et n’eut pas au sein de la l’Église évangélique d’Allemagne d’effet en largeur.
Dans l’église évangélique d’Essen-Werden se trouve une verrière remarquable, la Fenêtre du Kirchenkampf, qui fut créée puis installée dans la conque nord de cette église par les anciens membres de la Commune confessante après leur retour dans leur communauté religieuse, après que celle-ci eut cessé d’être dominée par les Deutsche Christen. Cette fenêtre contient une référence au 1 Timothée 6,12,:"Combats le bon combat de la foi, assure-toi la vie éternelle en vue de laquelle tu as été appelé et as fait la belle confession (de foi) devant un grand nombre de témoins.".
D’un point de vue ecclésiologique, le Kirchenkampf représente un tournant dans la conception évangélique de ce qu’est l’Église et le droit ecclésiastique. L’on avait généralement fait jusque-là, dans la théologie évangélique, une stricte séparation entre d’une part l’Église en tant que Communauté des Saints et Corps du Christ sur terre, et d’autre part l’Église en tant qu’institution. La conviction qu’il importe grandement de savoir qui dirige les Églises régionales et dans quel esprit a gagné en importance dans la lutte contre la Gleichschaltung et contre les Deutsche Christen. La conception ecclésiologique des Églises évangéliques tend depuis lors à emprunter un chemin mitoyen entre la vision catholique, selon laquelle l'institution est constitutive de l’Église, et une représentation de l’Église totalement spiritualisée.

### Dans le mouvement œcuménique
C’est par les activités œcuméniques de Dietrich Bonhoeffer et de quelques conspirateurs du 20 juillet 1944 qu’existaient des contacts avec les Églises d’autres pays, en particulier chez les Alliés. Grâce à cela, les Églises d’Allemagne purent à l’issue du Kirchenkampf se réintégrer relativement vite dans la communauté œcuménique mondiale.